# I più grandi di tutti
I più grandi di tutti è un film del 2011 diretto da Carlo Virzì, alla sua seconda prova come regista.

## Trama
Un giornalista musicale, Ludovico Reviglio, riesce a rintracciare Loris, padre di famiglia disoccupato, per intervistarlo: una quindicina di anni prima l'uomo era stato infatti il batterista dei Pluto, rock band di provincia nata a Rosignano Solvay. Dopo aver incontrato il giornalista e aver scoperto che, oltre a essere un grande fan dei Pluto, è paraplegico, Loris viene messo al corrente della volontà di realizzare un documentario sulla band, da distribuire con un'importante rivista musicale. Ricevuti quattro assegni come anticipo, Loris si mette alla ricerca degli altri ex-componenti del gruppo, che non vede da circa dieci anni.
L'impresa si rivela però difficile, per i rancori e i litigi che a suo tempo avevano separato i membri del complesso, i quali non vogliono più saperne l'uno dell'altro. Dopo varie vicissitudini trova il cantante Maurilio, ora barista in un locale; la bassista Sabrina, che invece conduce una vita agiata con l'uomo per cui lasciò Maurilio; e il chitarrista Rino, che lavora in fabbrica.
Dopo alcuni scontri iniziali comincia l'intervista del giornalista alla band: ogni aneddoto rievocato da quest'ultimo circa ciascun avvenimento saliente della biografia del gruppo è però ben distante da quanto accaduto nella realtà, e i ricordi di ogni membro contrastano con la versione decisamente celebrativa fornita dall'intervistatore.
Infatti si palesa ben presto come Ludovico abbia un vero e proprio culto per i Pluto, anche per le sue vicende personali: è giunto perfino a trasformare un'ala della sua sontuosa villa di campagna in un vero e proprio museo dedicato alla sua band preferita, dove Loris e gli altri ritrovano cimeli del loro presunto "glorioso" passato.
Il giornalista riesce a convincere i suoi idoli a rimettersi insieme, e allo scopo tenta a tutti i costi di organizzare un concerto di reunion. L'impresa si rivela complicata: i numerosi addetti ai lavori da lui contattati si oppongono, non condividendo il suo desiderio di fornire ai Pluto la grande occasione di rivelare tutto il loro talento dopo essere stati, a suo parere, per troppi anni ingiustamente snobbati dalla critica e dal grande pubblico.
Alla fine, Ludovico ottiene di far esibire i Pluto presso gli studi di Cinecittà, di fatto assumendo comparse che facciano da pubblico. Per quanto egli cerchi di tener nascosta la cosa ai membri del gruppo, fortuitamente Loris lo scopre, senza però confidare nulla ai colleghi, ormai dimentichi dei passati rancori e impazienti all'idea di tornare a suonare dal vivo. Sotto gli occhi di una buona cornice di pubblico "fittizio" (ovvero costituito quasi esclusivamente da comparse, eccezion fatta per la moglie e il figlio di Loris), i Pluto si rendono protagonisti di un'ottima performance, riassaporando per la prima volta dopo tanti anni l'atmosfera di un concerto rock dal vivo, prima di tornare nuovamente alla vita di tutti i giorni.

## Curiosità
- Nei titoli di coda compaiono i camei di artisti italiani che raccontano i loro ricordi sui Pluto: i Tre Allegri Ragazzi Morti, i Baustelle, Irene Grandi, i Litfiba e Vasco Rossi.